# خولونکی
خولونکی (به لهستانی:  Holonki) یک روستا در لهستان است که در گمینا برانگسک واقع شده‌است.